# Saint-Antonin (Alpes-Maritimes)
Saint-Antonin (okzitanisch Sant Antonin, italienisch Sant'Antonino) ist eine französische Gemeinde im Département Alpes-Maritimes in der Region Provence-Alpes-Côte d’Azur. Sie gehört zum Arrondissement Nizza und zum Kanton Vence. Die Bewohner nennen sich Santantoninois.

## Geographie
Die Gemeinde liegt in den französischen Seealpen, im Regionalen Naturpark Préalpes d’Azur. Sie grenzt
- im Norden und im Osten an Ascros,
- im Süden an Cuébris,
- im Westen an La Penne.

## Bevölkerungsentwicklung
| Jahr      | 1962 | 1968 | 1975 | 1982 | 1990 | 1999 | 2008 | 2012 |
| --------- | ---- | ---- | ---- | ---- | ---- | ---- | ---- | ---- |
| Einwohner | 36   | 44   | 43   | 54   | 55   | 78   | 102  | 118  |